# Елизавета Саксонская (1552—1590)
Елизавета Саксонская (18 октября 1552, замок Волькенштейн, Рудные Горы — 2 апреля 1590, Гейдельберг) — саксонская принцесса из дома Веттинов, супруга пфальцграфа Рейнского Иоганна Казимира.

## Жизнь
Дочь курфюрста Саксонии Августа (1526—1586) от брака с Анной (1532—1585), дочерью короля Дании Кристиана III.
4 июня 1570 года в Гейдельберге во время имперского собрания в Шпейере вышла замуж за графа Иоганна Казимира Пфальц-Зиммернского (1543—1592). Август выступил против политики Иоганна Казимира, который был кальвинистом и поддерживал дружеские отношения с Францией. Этим браком Август надеялся перетянуть Иоганна Казимира на сторону лютеран, однако ему это не удалось. Католики в Германии расценили брак как провокацию против династии Габсбургов и попытку сформировать единый протестантский фронт.
Кальвинист Иоганн Казимир пытался сломить религиозную оппозицию своей лютеранской жены. В октябре 1585 года она была арестована и обвинена в супружеской измене и заговоре с целью убийства мужа. Даже её брат курфюрст Кристиан I был убеждён в её виновности. В заключении она обратилась в кальвинизм и вскоре умерла.

## Дети
- сын (1573)
- Мария (1576—1577)
- Елизавета (1578—1580)
- Доротея (1581—1631), с 1595 года супруга князя Ангальт-Дессау Иоганна Георга I (1598—1618)
- дочь (1584)
- дочь (1585)

## Потомки
Правящие монархи современности — королева Великобритании Елизавета II, король Швеции Карл XVI Густав, король Испании Хуан Карлос I, король Норвегии Харальд V, король Нидерландов Виллем-Александр, королева Дании Маргрете II, король Бельгии Альберт II и великий герцог Люксембурга Анри — являются её прямыми потомками.